# Schokkerhaven
Schokkerhaven is een haven, recreatiegebied en straanaam in de plaats Nagele, in de gemeente Noordoostpolder, in de Nederlandse provincie Flevoland. Het is ten zuidwesten gelegen van Emmeloord.
De huizen aan de straat liggen rond de jachthaven aan het Ketelmeer. Het ligt ten zuidwesten van het voormalige eiland Schokland in het dorpsgebied van Nagele. Tegenover Schokkerhaven ligt aan de kant van het Ketelmeer de haven en buurtschap Ketelhaven. Tussen de beide plaatsen ligt het IJsseloog, een kunstmatig eiland aangelegd van opslag van verontreinigd slib.

## Ontstaansgeschiedenis van de haven
De Schokkerhaven werd als werkhaven gestart voor de dijkwerken van Oostelijk Flevoland. De haven werd ook een vluchthaven voor de visserij. In 1941 verkreeg het officieel de naam Schokkerhaven, vernoemd naar het voormalige eiland Schokland. De haven werd gaandeweg ook een belangrijke haven voor de afvoer van de landbouwproducten die het nieuwe land van de Noordoostpolder opleverde. Toch was het voortbestaan van de haven niet altijd zeker. Aan de Ramsweg werden ter hoogte van de haven enkele boerderijen gebouwd in de jaren 60.

## Herontwikkeling

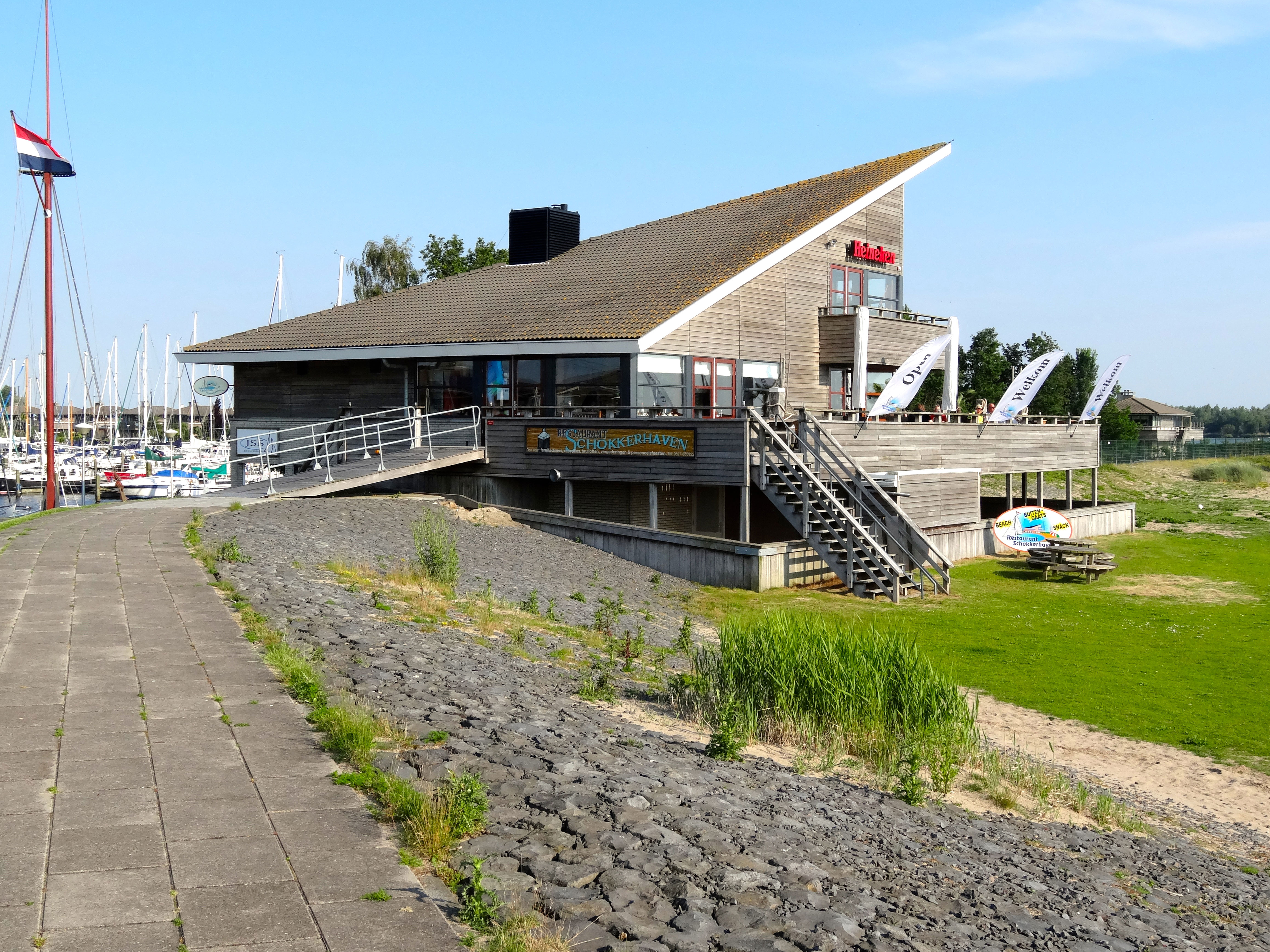
Restaurant

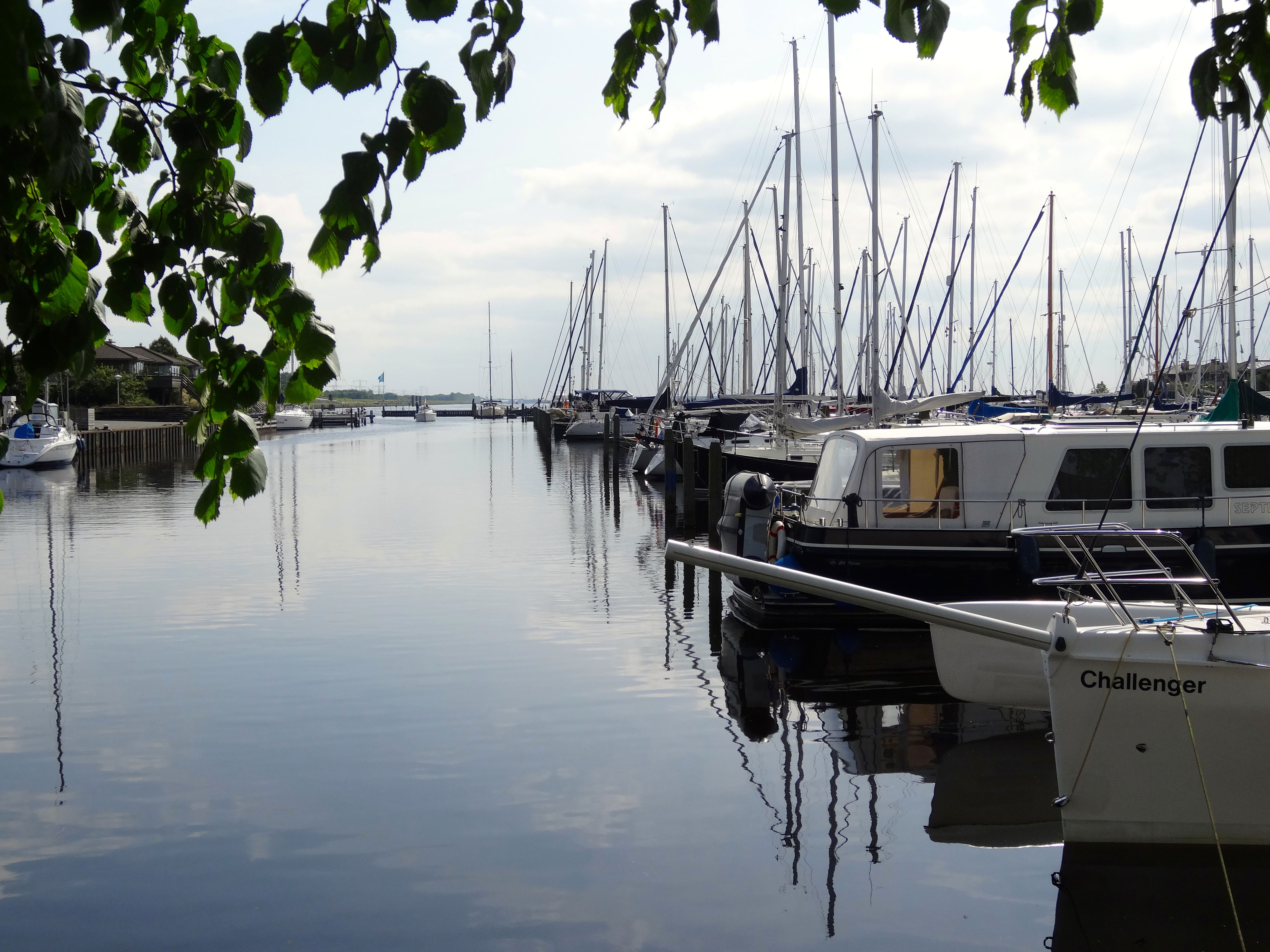
Schokkerhaven

In de loop van de tijd veranderde functies en gebruik van de haven. Recreatie en watersporten begonnen een belangrijkere rol te spelen. Rijkswaterstaat dat tot begin jaren 90 van de twintigste eeuw de eigenaar bleef van de haven had de haven gaandeweg omgevormd tot een gratis aanlegplaats voor zowel de pleziervaart als de beroepsvaart. 
In 1991 vond er een noodlottig ongeval plaats tijdens het zomerfeest Nagele Buitengaats in Schokkerhaven. Tijdens een van de watersportwedstrijden kwam een Zwitserse motorbootracer om het leven na een aanvaring met een andere deelnemer aan de wedstrijd.
Een eerste plan om de haven te vernieuwen tot een jachthaven en recreatiegebied strandde in 1991 doordat de kosten van de sanering van de bodem van de haven te groot waren. Toch werd het plan niet losgelaten en pakten de drie bedrijven in 1992 het plan op voor vernieuwing. Het nieuwe plan was dat bij de jachthaven een bungalowpark zou komen. Tussen 1995 en 1996 werd het plan uitgevoerd. De haven werd een jachthaven met totaal 49 woningen, die verdeeld werden over de noord- en zuidzijde van de jachthaven. De bewoning werd uiteindelijk een combinatie van recreatief en permanente bewoning. 
Aan de westkant van de jachthaven werd een zwemstrand aangelegd aan het Ketelmeer. Tussen de haven en het zwemstrand staat er een restaurant. De haven zelf heet sinds de vernieuwing voluit; Marina Schokkerstrand.
Hoofdplaats: Emmeloord

Dorpen: Bant · Creil · Ens · Espel · Kraggenburg · Luttelgeest · Marknesse · Nagele · Rutten · Schokland · Tollebeek

Buurtschappen: Ketelhoek · Schokkerhaven

Flevoland: Steden en dorpen      Nederland: Provincies · Gemeenten